# Tazenda
Тазенда (итал. Tazenda) — популярная сардинская этно-поп-рок группа, исполняющая песни на итальянском и сардинском языках, одна из первых в Италии групп, начавших исполнять этно-рок. Образована в 1988 году. Основатели: Андре́а Паро́ди (итал. Andrea Parodi), Джи́но Мариэ́лли (итал. Gino Marielli) и Джи́джи Каме́дда (итал. Gigi Camedda). Все трое — бывшие участники группы Coro Degli Angeli (Хор Ангелов), находившейся под протекторатом Джанни Моранди. Название для новой группы взято из романа Айзека Азимова "Второе Основание" (англ. Second Foundation). В произведении планета с названием Тазенда, происходящим от английского выражения Star’s End (конец звезды), играла значимую роль. По признанию самих участников группы, такое название выбрано из-за приятного созвучия с родным для них языком.

## Основные периоды творчества группы[2]

### Tazenda и Андреа Пароди (1988—1997)
С самого начало творчества участники постарались сделать свою группу уникальной. Сочетание голосов разных тональностей (от тенора до баса), вкучение в мелодии традиционных этно-сардских элементов, использование электрогитары, диатонической гармошки, напоминающей звучание волынки сделали их стиль мгновенно узнаваемым. Первой крупной возможностью сделать карьеру стало участие в конкурсе «Gran-Premio» проводившемся Пиппо Баду на популярном телеканале RAI 1. Победа с песней Carrasecare привела группу к национальному признанию.
В 1991 году группа впервые приняла участие в популярнейшем фестивале Санремо. Совместно с известным исполнителем Пьеранджело Бертолли они исполнили песню Spunta la Luna dal Monte, вошедшую впоследствии во второй альбом группы «Murales» (сард. фрески), достигший более 200 000 проданных копий и завоевавший «золотую пластинку». Этот год оказался очень важным для группы. Участие в различных соревнованиях, в первую очередь Cantagiro в команде с Паолой Турчи, и победа на всех делает группу известной по всей Италии. Особо популярными становятся песни Mamojada, Disamparados, Un Alenu 'e Sole и Nanneddu (традиционная сардинская песня в рок-обработке).
В 1992 Tazenda снова приняли участие в фестивале Сан-Ремо с песней «Pitzinnos in sa Gherra» («Дети на войне»), на этот раз в одиночку и с текстом полностью на сардинском. Группа заняла 8-е место. Это также важный год для группы: в дополнение к полученой год назад назад золотой пластинке, «TV Sorrisi e Canzoni» награждает их премией «Telegatto» как лучшую группу года на национальном уровне. В том же году они поют в Festivalbar песню «Preghiera Semplice» и становятся постоянными участниками телешоу Пиппо Бауду и других популярных программ, таких как «TopVenti» (ТопДвадцать).
В 1993 году вышел двойной альбом «Il Popolo Rock», по названию одноименной новой песни, клип на которую был снят в пустыне Калифорния. Песня на 95 % поется на итальянском языке. Другая новинка альбома — песня «Sa Dansa» — исполнена совместно с Марией Карта.
1995 — альбом Forza Paris, звучане которого отличается от первых дисков. Запись велась в Америке с известным продюсером Corrado Rustici.
В 1997 году вокалист Андреа Пароди покинул группу и начал сольную карьеру.

### Джино и Джиджи (1998—2005)
После ухода лидера Андреа Пароди оставшиеся участники — Джино Мариэлли и Джиджи Камедда — поддерживали дальнейшее существование группы самостоятельно. В 1998 году они выпустили альбом Sardinia, звучание которого напоминает первые работы группы, а тесты песен полностью на сардинском.
В 2001 вышел альбом «Bios — Live in Ziqquart», в котором старые хиты группы были реадаптированы к голосу певицы Клаудии Крабуцца, на некоторое время ставшей новым голосом группы.
В 2003 выпущен сингл Bandidos в стиле сантана, впоследствии перенесенном на альбом 2005 года «¡¡¡BUM-BA!!!», но уже в другом звучании, адаптированном в стиле латиноамериканской музыки. В текстах этого альбома (¡¡¡BUM-BA!!!) переплетаются сардинский и испанский языки, также включены фразы на английском и итальянском. Две песни из этого альбома (Sienda e Ruinzos, El Comandante) ,записаны с участием вокалиста Джан Марио Мазу (итал. Gian Mario Masu).

### Возвращение Андреа Пароди (2006)
В 2006 году Андреа снова возвращается в группу. Вместе они проводят тур «TazendaReunion», из которого впоследствии возникнет одноименный альбом, записанный в живую в Римском амфитеатре Кальяри. Вместе они воспроизводят свои старые песни, а также несколько сольных работ Андреа и несколько песен с последнего альбома Джино и Джиджи. Счастливое воссоединение группы продлилось недолго: 17 октября 2006 года Андреа Пароди скончался от рака.

### Сотрудничество с Беппе Деттори (2007—2012)
С 2007 года в группу приходит новый вокалист — Беппе Деттори. К этому моменту он уже был достаточно известным музыкантом в Сардинии и «на континенте». С его приходом к группе возвращается большой успех. Песня «Domo mea», исполненная вместе с Эросом Рамазотти, стала хитом лета 2007 и в течение нескольких месяцев оставалась на вершинах всех хит-парадов. Альбом Vida, на который вошел этот трек, оказался достоянием национального масштаба. 108000 проданных копий принесли альбому награду «Золотой Диск»
2008 — альбом Madre Terra. Одноименная песня с этого альбома записана вместе с Франческо Ренга; в Трентино снят совместный клип на эту песню.
2009 — выпущен альбом «Il Nostro Canto — Live in Sardinia». Главный хит альбома — песня Piove Luce, исполненная совместно с Джанлукой Гриньяни (Gianluca Grignani), на которую также был снят клип на Сардинии.
2010 — альбом «Desvelos Tour», наметивший некоторые новшества в стилистике группы: в его стилистике было больше рока, чем обычно.
В 2012 году Tazenda берутся за новый амбициозный проект и пробуют себя в качестве основателей звукозаписывающей компании. Возникает лейбл Vida и вскоре группа самостоятельно издает новый альбом Ottantotto (Восемьдесят восемь), в котором участники продолжают поддерживать разумный баланс между идеей распространения народной сардской музыки и желанием создавать качественные и востребованные популярные песни.

### Новый фронтмен (С 2013)
2013 год начался для коллектива Tazenda с больших перемен: фронтмен Беппе Деттори решил заняться сольной карьерой. После непростых выборов, проходивших в режиме онлайн на сайте группы, был принят новый солист Никола Ните. Музыкант, вокалист и художник родился на Сардинии, в Альгеро и, несмотря на то, что он гораздо моложе остальных членов группы, он уже имеет значительный опыт работы в мире музыки. В этом же году вышли новый сингл группы в обновленном современном звучании — Il Respiro del Silenzio (совместно с солистом группы Modá Франческо Сильвестре) и клип на эту песню. Начались гастроли в рамках проекта Il Respiro Tour.
В 2014 продолжилось сотрудничество с группой Modá. Вместе группы записали хит Cuore e Vento (Сердце и ветер), вошедший в альбом группы Modá «Gioia». В конце года группа Tazenda была номинирована на премию Il Sardo dell’anno 2014. Вручение премии состоялось 19 февраля 2015 — по результатам голосования группа одержала победу с отрывом в 21 % голосов. Участники коллектива Tazenda принимают активное участие в различных благотворительных мероприятиях, например, в 2014 коллектив поддержал акцию Ice Bucket Challenge, направленную на помощь людям, страдающим боковым амиотрофическим склерозом.

## Дискография[6]
- Tazenda (1988)
- Murales (1991)
- Limba (1992)
- Il Popolo Rock (1993)
- Forza Paris (1995)
- Il Sole di Tazenda (1997)
- Sardinia (1998)
- Bios (2001)
- Bandidos (2003)
- ¡¡¡BUM-BA!!! (2005)
- Reunion (2006)
- Vida (2007)
- Madre Terra (2008)
- Il Nostro Canto — Live in Sardinia (2009)
- Desvelos Tour (2010)
- Ottantotto (2012)
- Il Respiro Del Silenzio (Сингл, 2013)
- Il Respiro. Live (2015)
- S'istoria (14.10.2016)

## Состав группы

### Основной состав
- Джино Мариэлли — гитара, вокал, автор текстов и музыки (1988-наши дни)
- Джиджи Камедда — клавиши, вокал (1988-наши дни)
- Никола Ните — основной вокал, гитара (2013-наши дни)
- Андреа Пароди — основной вокал (1988—1997, 2006)
- Беппе Деттори — основной вокал, акустическая гитара (2006—2012)
- Клаудиа Крабуцца — основной вокал (2000—2002)

### Музыканты
- Массимо Коззу (ит. Massimo Cossu) — гитара (1993—1995, 2005, 2008-наши дни)
- Массимо Кану (ит. Massimo Canu) - бас-гитара (наши дни)
- Марко Гарау (ит. Marco Garau) - ударные (наши дни)
- Марко Камедда (ит. Marco Camedda) - клавиши (наши дни)
- Роберто Бадо Валентини (ит. Roberto Bado Valentini) — бас-гитара (1992—1996)

## Достижения
- 1990 — Победа в конкурсе Gran Premio с песней Carrasecare
- 1991 — 5-е место на фестивале Сан-Ремо с песней Spunta la Luna dal Monte (Совместно с Пьеранджело Бертолли)
- 1991 — Золотой Диск за альбом «Murales»
- 1991 — Победители фестиваля Кантаджиро (ит. Cantagiro) совместно с Паола Турчи
- 1992 — 8-е место на фестивале Сан-Ремо с песней Pitzinnos in sa gherra
- 1992 — Премия «Telegatto» — Тазенда признана лучшей группой года на национальном уровне
- 1992 — Участие в Fastivalbar (песни Preghiera Semplice и Etta Abba Chelu)
- 2007 — Премия Premio Maria Carta
- 2007 — Золотой Диск за альбом «Vida»
- 2014 — Премия Il Sardo dell’anno 2014